# Конотопский индустриально-педагогический техникум
Конотопский индустриально-педагогический техникум — высшее учебное заведение в городе Конотоп Сумской области.

## История
Образовательное учреждение было создано в Конотопе 26 сентября 1945 года как Сумский техникум сельскохозяйственного строительства, но 3 июня 1947 года было переименовано в Конотопский техникум сельского хозяйства. Первый выпуск техников-строителей был произведён в декабре 1949 года, а техников-технологов — в 1950 году.
4 сентября 1959 года образовательное учреждение было перепрофилировано в Конотопский индустриальный техникум, который освоил подготовку специалистов по новым специальностям («Производство аппаратуры автоматики и телемеханики»; «Электроаппаратостроение»; «Обработка металлов резанием» и «Горное машиностроение»). Производственная практика учащихся проходила на заводе «Красный металлист» и других промышленных предприятиях города.
28 апреля 1971 года были открыты новые специальности и техникум получил новое название: Конотопский индустриально-педагогический техникум.
После провозглашения независимости Украины техникум перешёл в ведение министерства образования Украины.
В марте 1995 года Верховная Рада Украины внесла техникум в перечень объектов, приватизация которых запрещена в связи с их общегосударственным значением.
2 февраля 2004 года техникум был включён в состав Конотопского института Сумского государственного университета.

## Современное состояние
Техникум является государственным высшим учебным заведением I уровня аккредитации, которое готовит младших специалистов по 7 специальностям.